# Copa ABF
Die Copa ABF war ein spanischer Pokalwettbewerb im Handball der Frauen.

## Geschichte
Der ab dem Jahr 2000 ausgetragene Wettbewerb wurde im Auftrag der Real Federación Española de Balonmano (RFEBM) durch die Asociación de Balonmano Femenino (ABF) organisiert. In den Spielzeiten 2005/2006 und 2009/2010 wurde keine Copa ABF ausgetragen. Die letzte Austragung des Wettbewerbs fand im Jahr 2011 statt.
Im Wettbewerb spielten, ähnlich der seit 1991 ausgetragenen Copa ASOBAL im Handball der Männer, die jeweils besten Mannschaften Spaniens den Pokal aus. Bis auf in drei Spielzeiten gingen jeweils vier Mannschaften ins Turnier, es wurde ein Halbfinale gespielt und die Sieger daraus ermittelten gegeneinander den Pokalsieger der Spielzeit.

## Austragungen
| Saison    | Ort      | Sieger der Copa ABF  | Finalspiel                                               | weitere Teilnehmer an der Copa ABF dieser Saison | Anmerkungen |
| --------- | -------- | -------------------- | -------------------------------------------------------- | --- | --- |
| 2000/2001 | L'Eliana | El Osito L’Eliana    | El Osito L’Eliana – Ferrobús Mislata 22:21               | UE Lleida, Manufacturas Teleno León, Alucine Alser Profiltek Sagunto, Juventud Leganés Royne, Costa Teguise Turística, CB Getasur, Alsa Elda Prestigio, Bosch Electrodomésticos Itxako, Vícar Goya Jarquil, Caja Cantabria Verdaloe, Akaba Bera Bera, Málaga Costa del Sol, CB Ro'Casa, Club Balonmano Porriño | In der Startsaison 2000/2001 traten 16 Mannschaften an, organisiert in vier regional eingeteilten Gruppen. Die Gruppensieger spielten gegeneinander die Halbfinals.                                                                 |
| 2001/2002 | Mislata  | El Osito L’Eliana    | El Osito L’Eliana – Ferrobús Mislata 36:33               | Alsa Elda Prestigio, Vícar Goya Jarquil | – |
| 2002/2003 | Donostia | El Osito L’Eliana    | El Osito L’Eliana – Alsa Elda Prestigio 24:23            | Akaba Bera Bera, Ferrobús Mislata | – |
| 2003/2004 | Lizarra  | El Osito L’Eliana    | El Osito L’Eliana – SD Itxako 27:25                      | Akaba Bera Bera, Ferrobús Mislata, Alsa Elda Prestigio, Vícar Goya Jarquil | In dieser Saison nahmen sechs Teams teil, die in zwei Gruppen eingeteilt waren. Die Gruppensieger spielten gegeneinander im Finale.                                                                                                 |
| 2004/2005 | Petrer   | Orsan Elda Prestigio | Orsan Elda Prestigio – Cementos La Unión Ribarroja 21:19 | Akaba Bera Bera, SD Itxako, Astroc Sagunt, Mar Alicante Urbana | In dieser Saison nahmen sechs Teams teil, die in zwei Gruppen eingeteilt waren. Die Gruppensieger spielten gegeneinander im Finale.                                                                                                 |
| 2006/2007 | León     | CLEBA                | CLEBA – Astroc Sagunt 26:25                              | Orsan Elda Prestigio, Cementos La Unión Ribarroja | – |
| 2007/2008 | Zaragoza | Parc Sagunt          | Parc Sagunt – Cementos La Unión Ribarroja 28:25          | Itxako Navarra, Orsan Elda Prestigio | – |
| 2008/2009 | Donostia | Parc Sagunt          | Parc Sagunt – Akaba Bera Bera 39:26                      | Itxako Reyno de Navarra, Prosalia Gaviota Elda Prestigio | – |
| 2010/2011 | Alacant  | Mar Alacant          | Mar Alacant – Elda Prestigio 23:22                       | Vícar Goya Koppert, CLEBA | Bei der Copa ABF 2010/2011 waren die fünf Teams, die sich in der letzten Saison entschieden hatten, die ABF zu verlassen, ausgeschlossen worden, daher nahmen Meister SD Itxako und Dritter Mar Sagunto nicht an der Copa ABF teil. |
| 2011/2012 | Castro   | CLEBA                | CLEBA – Elda Prestigio 28:24                             | CB Ro'Casa, CB Castro Urdiales | Vorjahressieger Mar Alacant hatte aus sportlichen Gründen auf eine Teilnahme verzichtet. |